# Бердянка (Оренбургская область)
Бердя́нка — посёлок в городском округе Город Оренбург Оренбургской области.

## Этимология
Посёлок назван по реке Бердянка.

## География
Посёлок находится на расстоянии 20 км к юго-востоку от города Оренбург, административного центра области и округа.

### Часовой пояс
Посёлок Бердянка как и вся Оренбургская область, находится в часовой зоне МСК+2. Смещение применяемого времени относительно UTC составляет +5:00.

## Население
| 2010 |
| ---- |
| 710  |